# Samuele Preisig
Samuele Preisig (Suiza, 5 de abril de 1984) es un futbolista suizo. Juega de defensa y su actual equipo es el Associazione Calcio Lugano de la Super Liga Suiza.

## Trayectoria
Preisig debutó en el FC Basel en 2004, donde solo jugó un partido. En la temporada 2005-06 jugó en el FC Concordia Basel. Jugó desde 2007 hasta 2008 en el FC Aarau. En la actualidad juega para el AC Lugano.

## Clubes
| Club            | País  | Año       |
| --------------- | ----- | --------- |
| FC Basel        | Suiza | 2004-2005 |
| Concordia Basel | Suiza | 2005-2006 |
| FC Aarau        | Suiza | 2006-2007 |
| AC Lugano       | Suiza | 2008-     |